# 猶太-摩洛哥語
猶太-摩洛哥語(希伯來語:מרוקאית יהודית)是由原先居住在摩洛哥的猶太人發展而出的阿拉伯語一個形式，目前大多數使用該語言的人都在以色列和法國，而少部分留在摩洛哥者則多已為年老人士。

## 現況
1948年以後，居住在摩洛哥的265,000名猶太人大多數移民至以色列，其中有部分人士則是到歐洲（尤其是法國）和北美洲。目前當地的猶太人口只剩3,000人，且年輕一代所使用的第一語言多為法語，就算使用阿拉伯語也多頃向使用摩洛哥阿拉伯語過於猶太-摩洛哥語，目前使用者多在達爾貝達和費茲這兩座城市。
以色列則約有250,000名使用者，大多數也同時使用希伯來語。目前以色列當地有電台播放猶太-阿拉伯語節目。

## 猶太-摩洛哥語日常用語
你好: שלמה šlāma / שלמה עליכ šlāma ʿlik

再見: בשלמה bšlāma / בשלמה עליכ bšlāma ʿlik

謝謝: מרסי mersi

是: ייוה ēywa

否: לא lā

你好嗎?: אשכברכ? āš iḫbark?

很好，謝謝: לבש, מרסי lābaš, mersi

好/沒問題: לבש lābaš

### 引用
1. ↑  Raymond G. Gordon, Jr, ed.  2005.  Ethnologue:  Languages of the World.  15th edition.  Dallas:  Summer Institute of Linguistics.